# Décret contre les images
L'idée d'une représentation visuelle de Dieu est considéré comme de l'idôlatrie par les musulmans, ainsi que par les deux autres religions abrahamiques. Pour cette raison, les califes ont réalisé de nombreuses actions concrètes contre les images. Parmi celles-ci, en juillet 721, quelques années avant le début de l'iconoclasme byzantin, le Calife Yazid II (687 - 724) promulgue une fatwa contre les images.